# Vincenzo Sinatra
Vincenzo Sinatra (Noto, 1707 – Noto, 1765) è stato un architetto italiano.

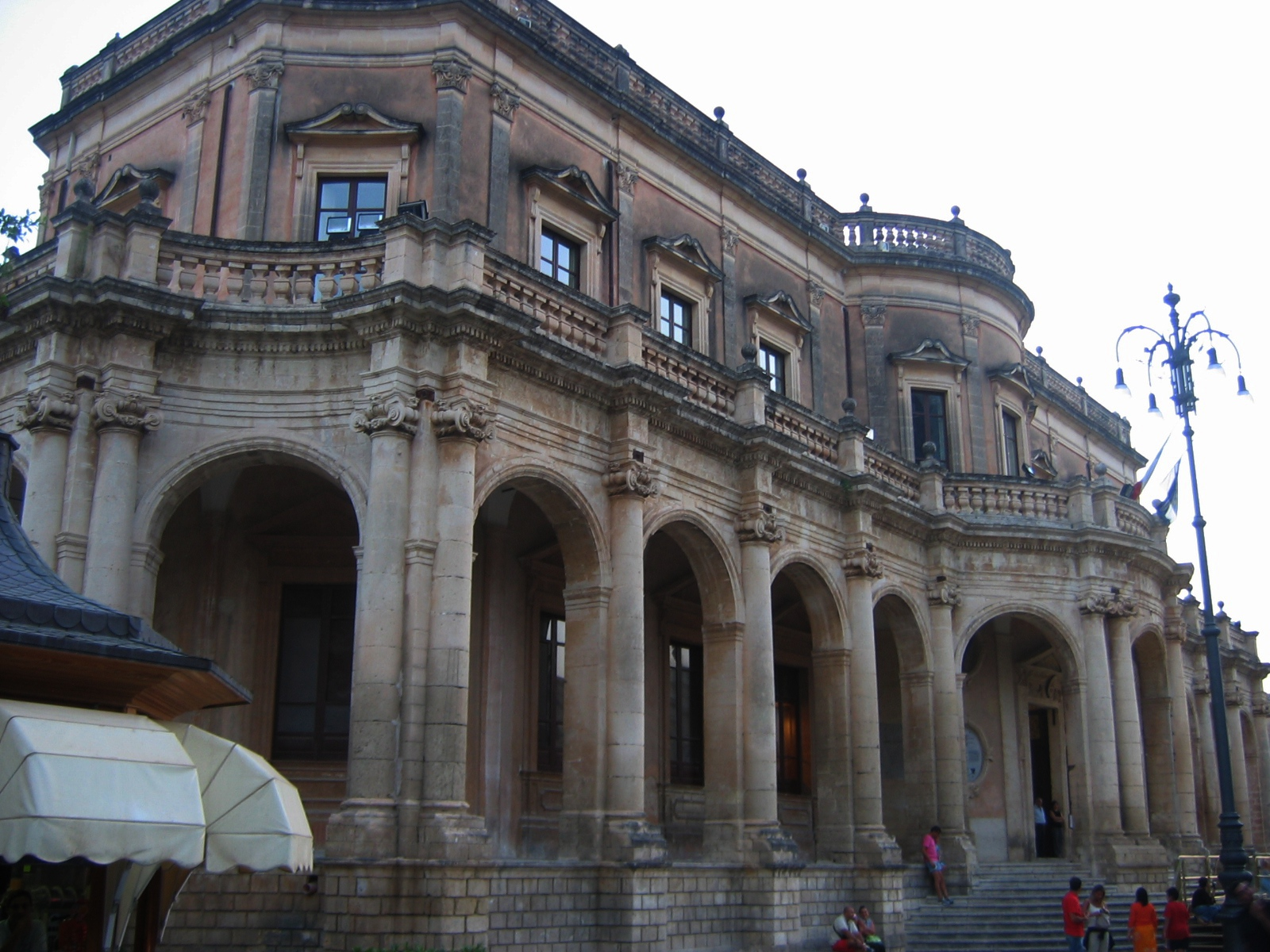
Palazzo Ducezio di Noto, opera di Vincenzo Sinatra

Allievo di Rosario Gagliardi attivo fra il 1740 e il 1765, Sinatra come Francesco Paolo Labisi contribuì alla naturale evoluzione del barocco netino verso il repertorio rococò e neoclassico.

## Biografia
Dopo il terremoto del 1693 che distrusse molti centri della Sicilia sud-orientale, Noto antica fu completamente ricostruita in un nuovo sito dove ora sorge la moderna Noto. Sinatra ha curato molti dei nuovi edifici a Noto e in altre città. Come il maestro Gagliardi e a differenza di Labisi, che era un dotto aristocratico, Sinatra era un comune cittadino ed imparò il mestiere formandosi nel cantiere, prima come scalpellino e poi come capomastro. Da capomastro, sarà chiamato "architetto" in occasione dei lavori di costruzione di Palazzo Ducezio, il cui progetto, d'importazione francese (Montpellier), voluto dalla nobiltà che lo finanziava (ed in particolare da Giacomo Nicolaci), è una piacevole ed originale elaborazione di Labisi. Nel 1726 Sinatra sposò Corrada Bianca, dalla quale ebbe quattro figli. Rimasto vedovo si risposò nel 1745 con una nipote di Gagliardi (una figlia della sorella maggiore), dalla quale ebbe un figlio che chiamò Rosario in onore dello zio acquisito. I legami di parentela con Gagliardi lo avvieranno alla carriera di costruttore e lo vedranno nel 1730 lavorare con questi come scalpellino al monastero di Santa Maria dell'Arco, nel 1742 come capomastro a Palazzo Ducezio (per più di dieci anni). Dal 1761 diresse gli affari dello zio, che intanto era stato paralizzato da un colpo apoplettico. Lavorò come secondo architetto, a fianco di Labisi, che ne era il progettista, alla costruzione della casa dei Padri Crociferi, ma poi prese le redini della direzione dei lavori, apportando notevoli modifiche all'apparato decorativo e ai capitelli originali, nonostante il disappunto e le proteste di Labisi, con il quale ebbe a separarsi in seguito ad uno scandalo edilizio sui costi dei materiali che aveva coinvolto l'aristocratico architetto netino.

## Personalità artistica
La sua personalità artistica resta ancora in gran parte un mistero, per la discussa paternità dei progetti, che non risultano mai firmati da Sinatra (a differenza della molteplicità di progetti che portano il nome di Labisi), e la frequente alternanza nei cantieri che comportava spesso un allontanamento dai disegni originali. 

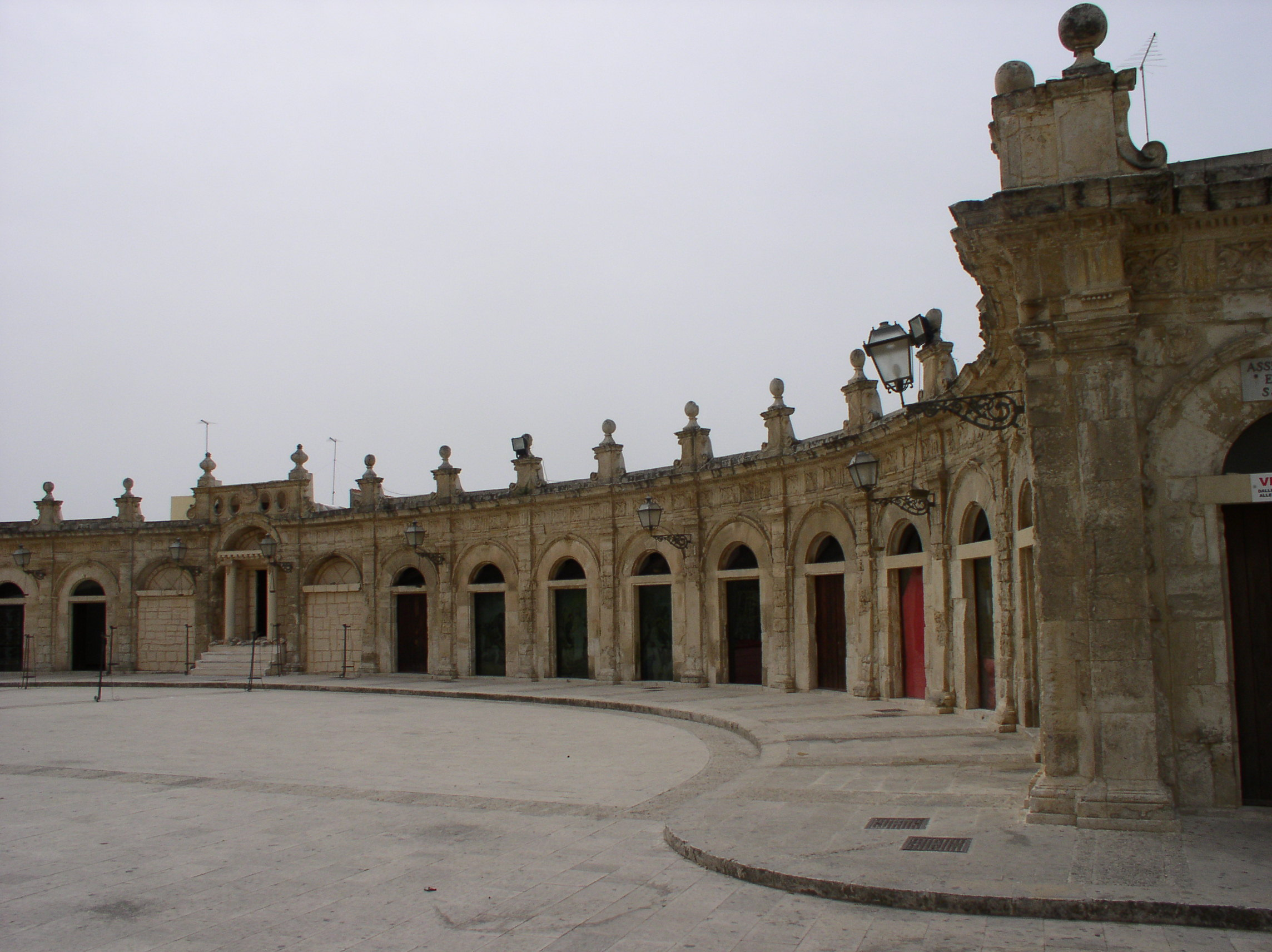
Il "Loggiato" di Santa Maria Maggiore ad Ispica

## Opere principali
Contribuì alla realizzazione delle seguenti opere:
- Cattedrale di Noto, iniziata da Rosario Gagliardi.
- Piazza dell'Immacolata, a Noto.
- Palazzo Ducezio, a Noto.
- Chiesa di Montevergini, in via Nicolaci, a Noto.
- Palazzo Nicolaci, a Noto, su un progetto originario di Rosario Gagliardi.
- Piazza semicircolare di Santa Maria Maggiore, a Ispica
- Loggiato del Sinatra a Ispica
- La Chiesa di San Giovanni Battista (Monterosso Almo)